# Océade Belgium
Océade Belgium is een voormalige waterpretattractie in het noordwesten van Brussel. Het maakte deel uit van het Bruparckgebied aan de Heizel.
Océade werd opgericht in 1988, onder de oorspronkelijke naam Oceadium, door het Franse bedrijf Océade. Dit bedrijf richtte drie waterparken op: twee in Frankrijk en één in Brussel. Al snel werd de naam vervangen door Océade. De parken waren echter verlieslatend, waarna Océade in 1992 overgenomen werd door de Walibi Group. De Franse parken sloten hun deuren. Het dagelijks beleid viel in handen van Thierry Meeùs, de zoon van Eddy Meeùs, oprichter van Walibi Belgium en aldus ook de Walibi Group.
Het complex telde 14 glijbanen, waaronder de Hurricane, de snelste van Europa (gemiddelde snelheid: 40 km/h), de Barracuda , de langste duoglijbaan in België, en de Anaconda, een familieglijbaan met een breedte van 2,1 m. De Cameleon was een interactieve glijbaan waarbij men zelf de kleur van zijn afdaling kon kiezen. Er heerste een constante temperatuur in het park van 29 °C. Jaarlijks kwamen er gemiddeld 240.000 bezoekers langs. Océade bevatte 1,8 miljoen liter water.

## Gedwongen sluiting
In november 2016 raakte bekend dat Océade 8 januari 2017 definitief zijn deuren zou moeten sluiten. Het moest wijken voor het NEO-project van de stad Brussel, waarbij de Bruparck-site wordt omgebouwd tot een winkelcentrum en congreszalen. Op 30 september 2018 ging de attractie definitief dicht.

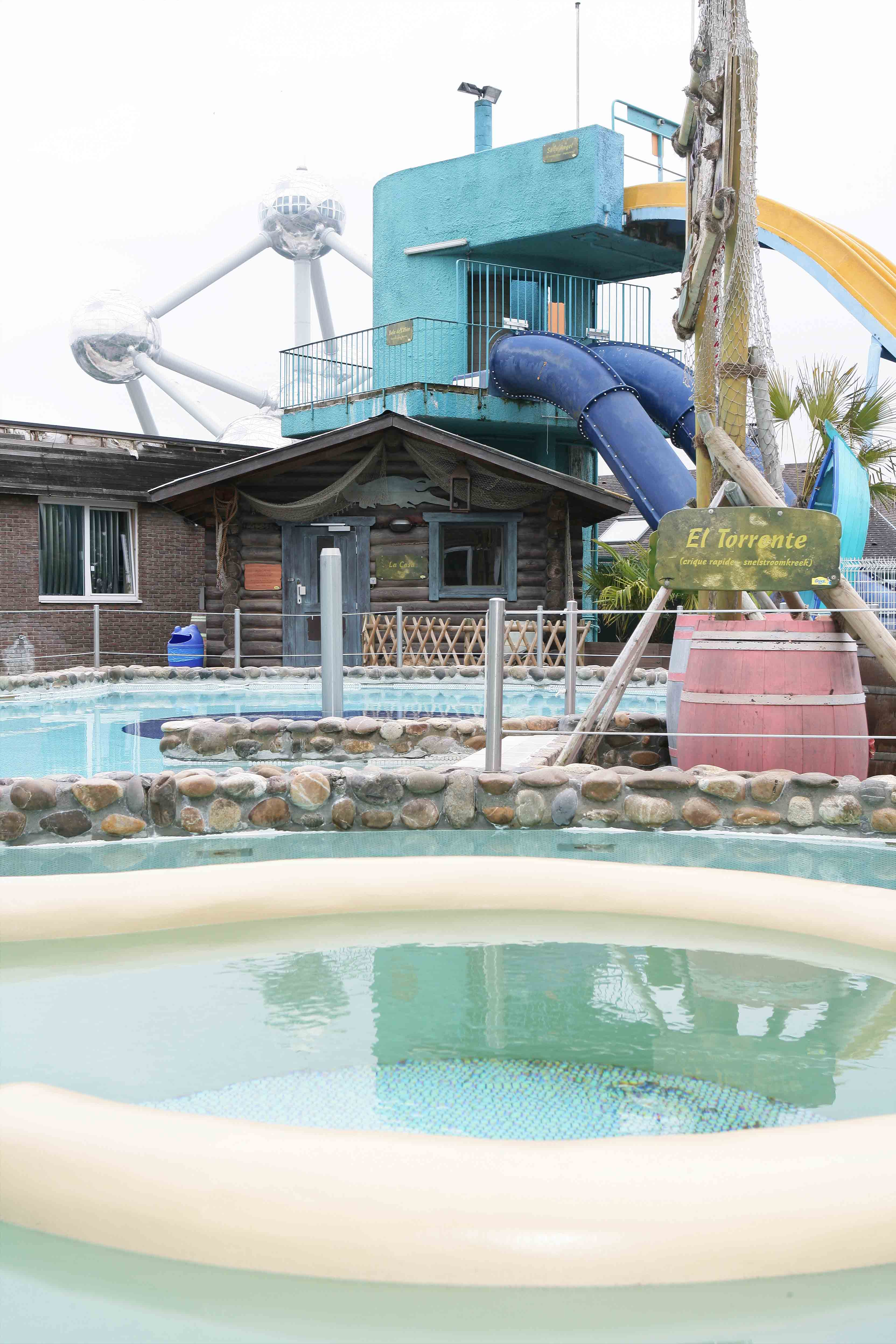
Océade met Atomium
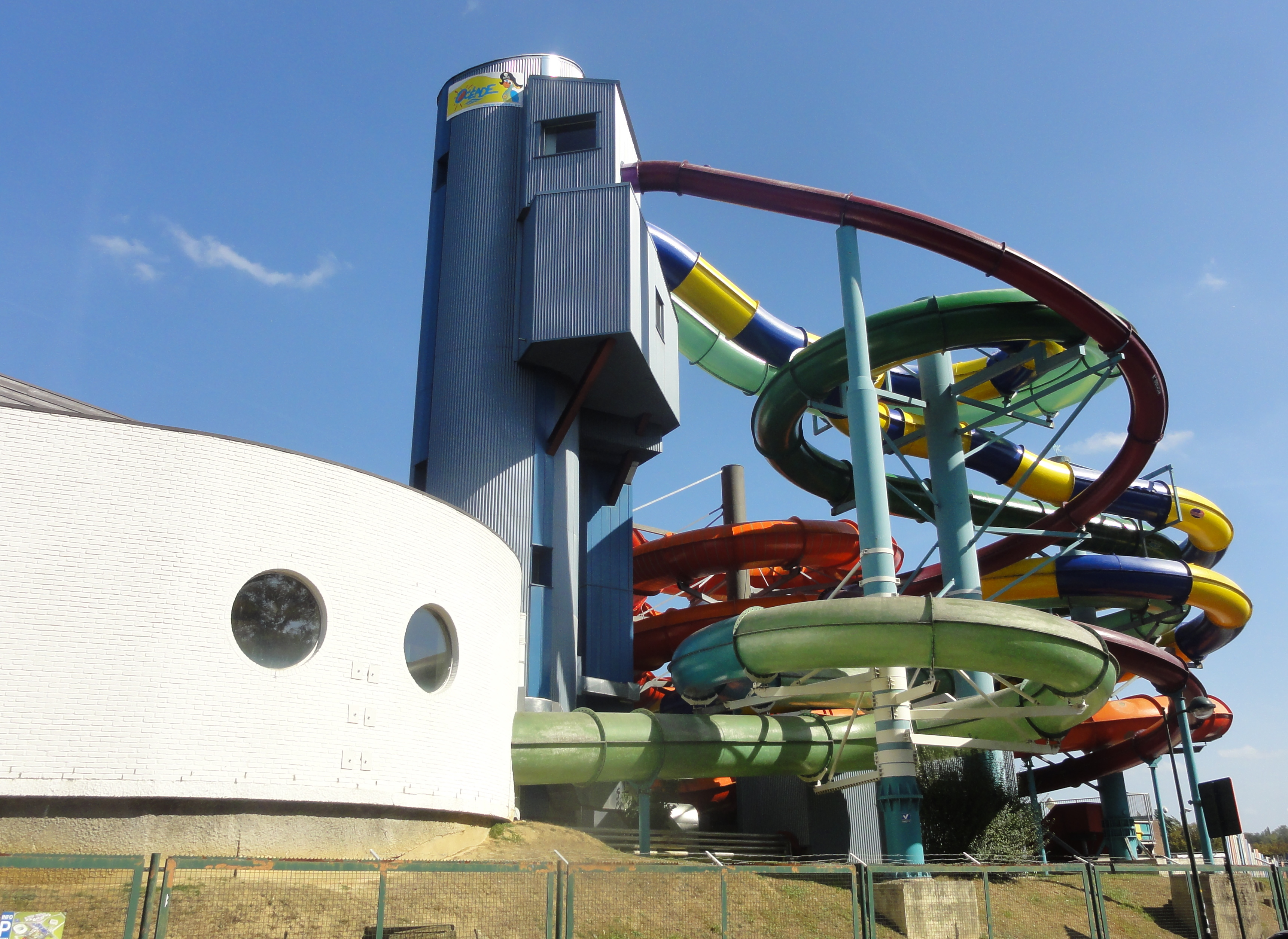
Glijbanen
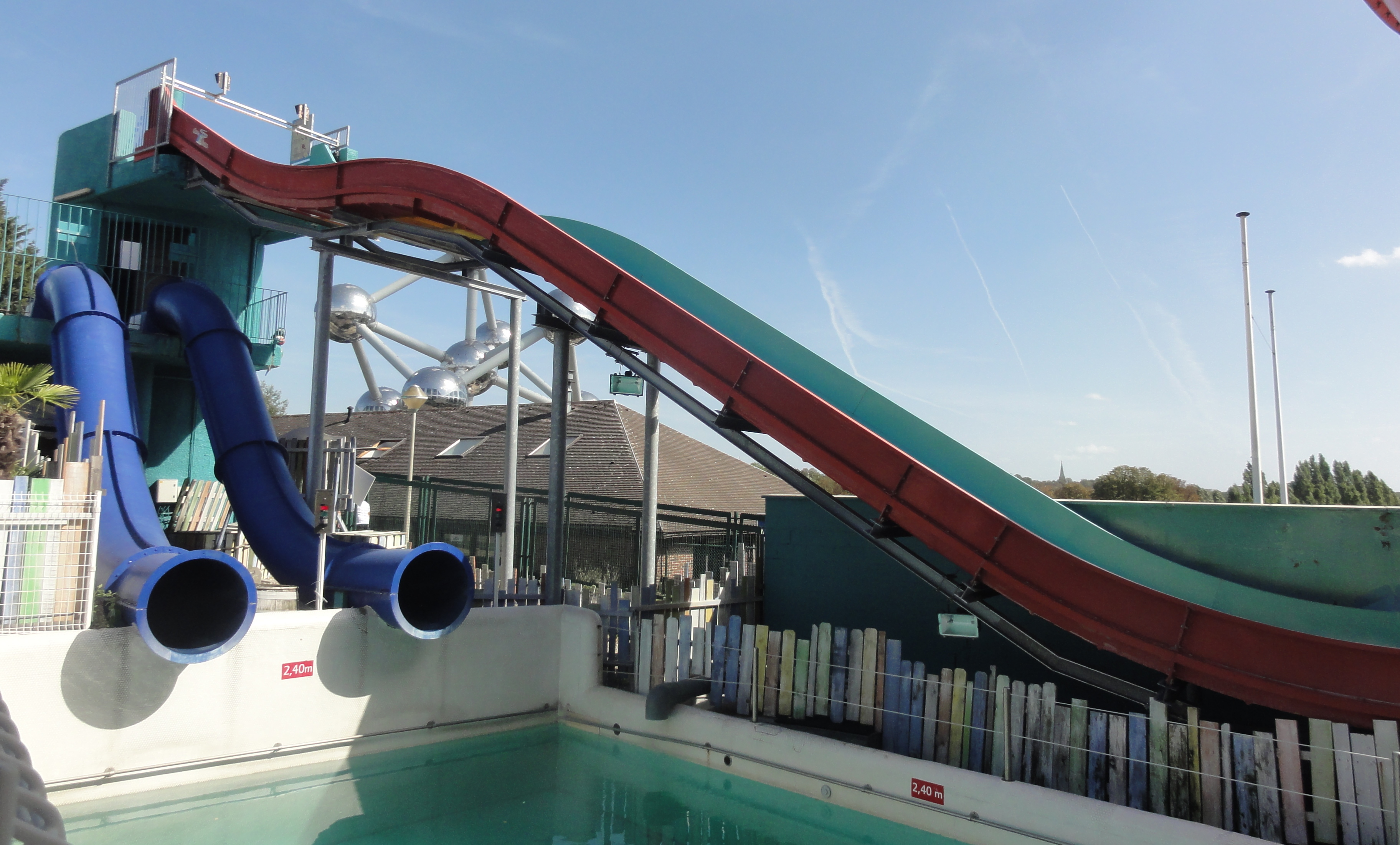
Bala de Canon en Salto Angel
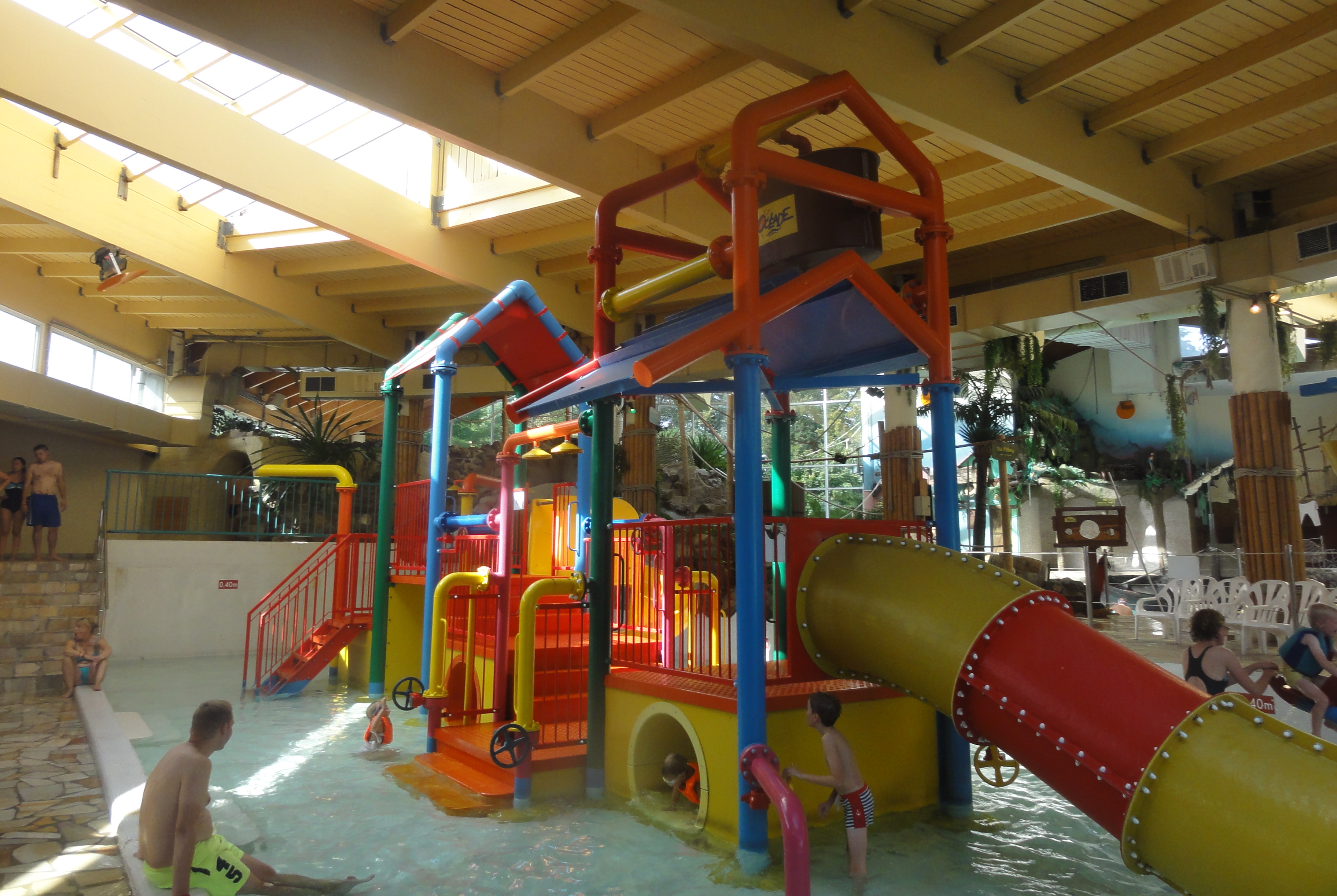
Kids area
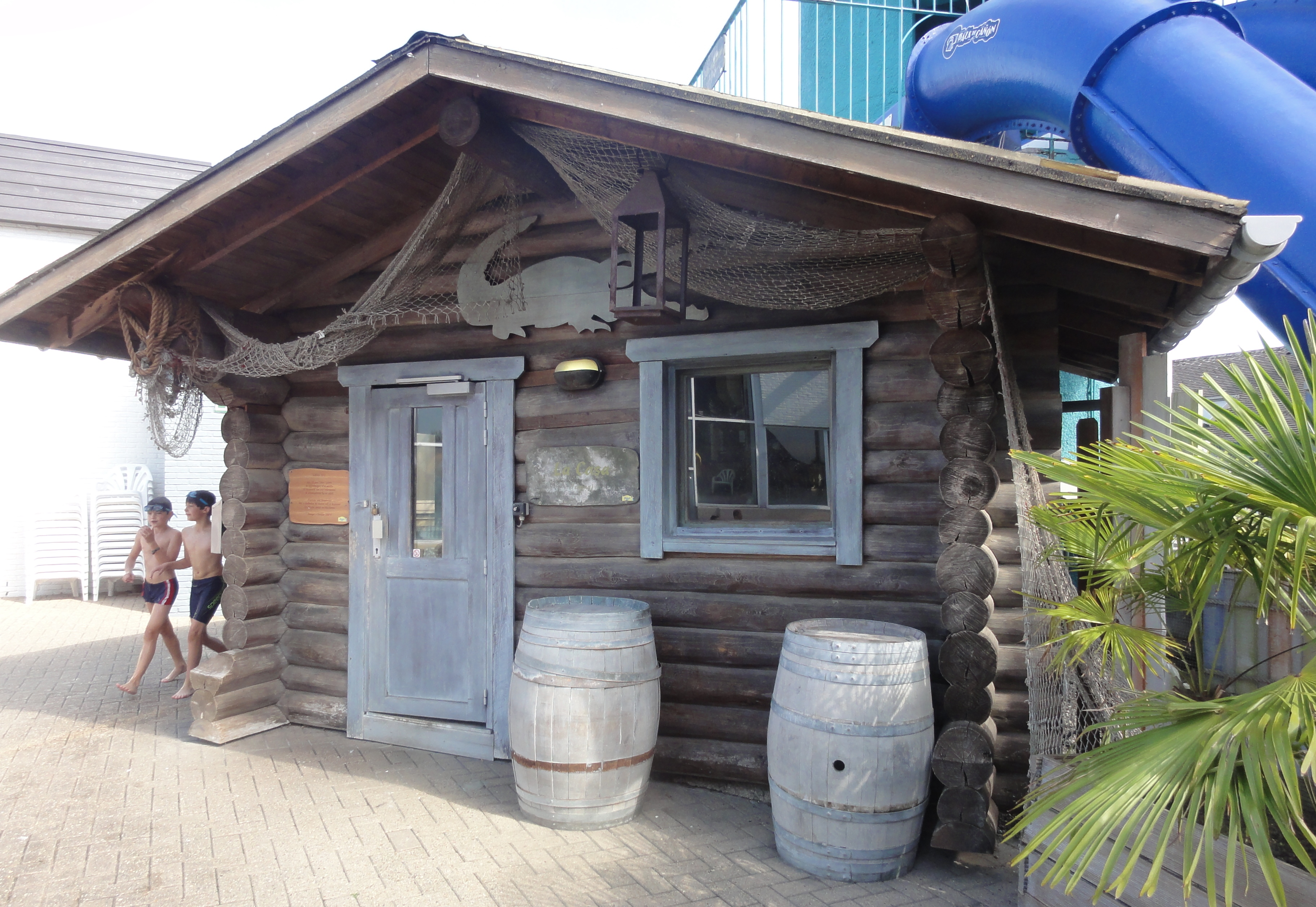
Sauna
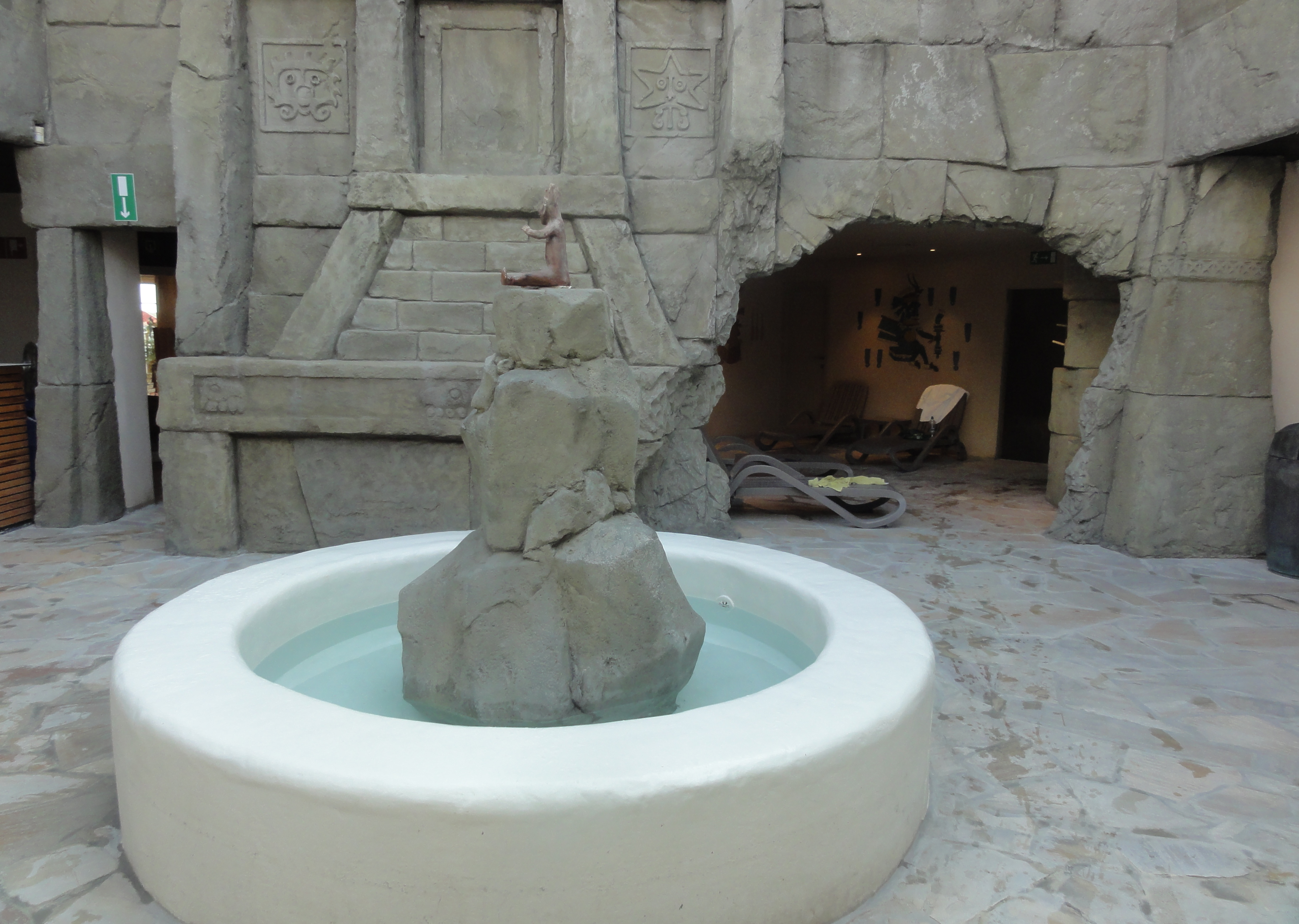
Saunaland
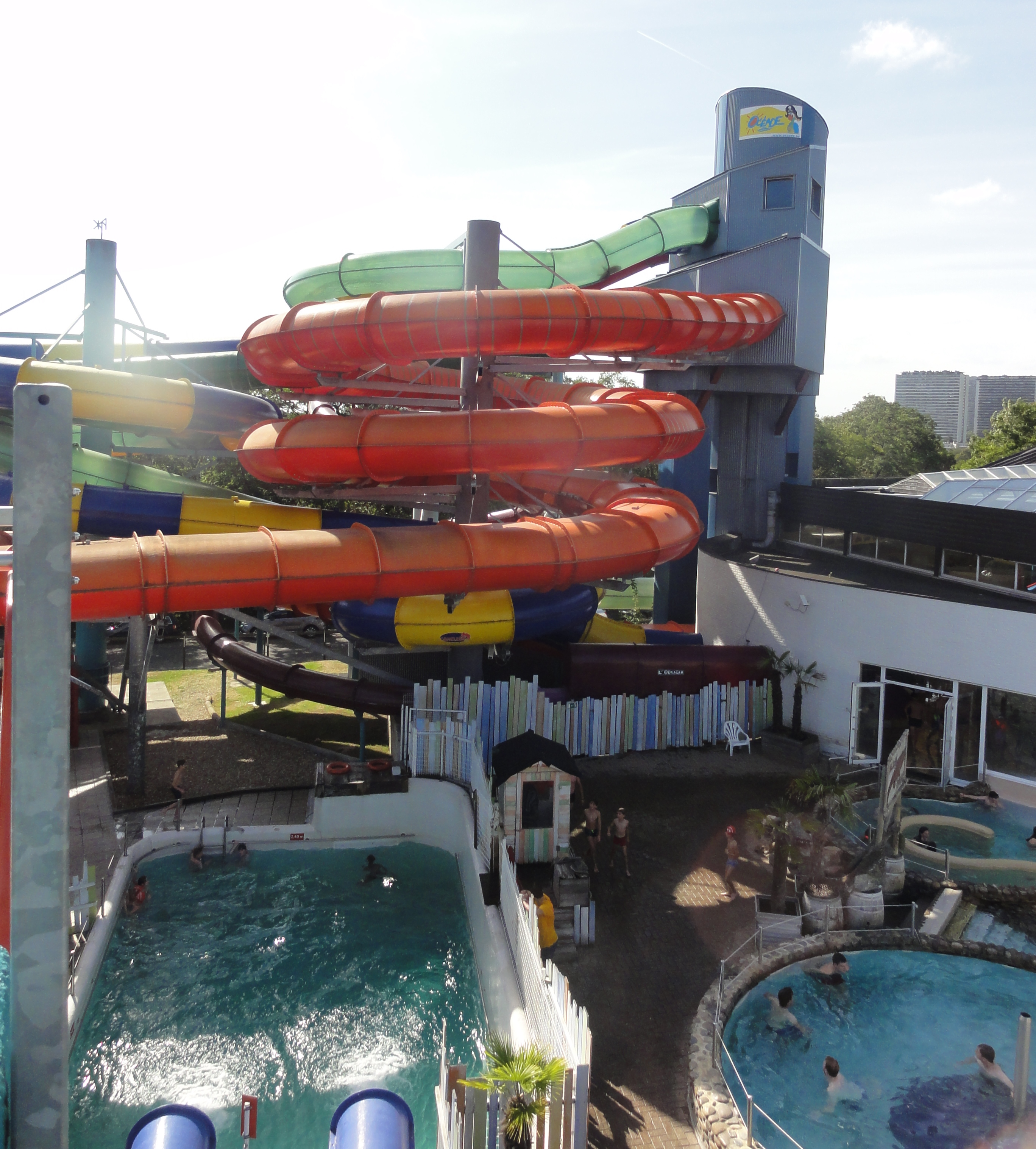
Buitenbaden